# Врхови
Врхови (серб. Врхови, хорв. Vrhovi) — населенный пункт (деревня) в общине Дервента, который принадлежит энтитету Республике Сербской, Босния и Герцеговина. По результатам югославской переписи населения 1991 года в Врхови проживало 359 человек.

## Население
В населении деревни преобладают хорваты.
| 1991                           | - | - | - | - | - | - |
| ------------------------------ | - | - | - | - | - | - |
| 359                            | - | - | - | - | - | - |
| Гистограмма динамики населения |   |   |   |   |   |   |

### Национальный состав
1991 год:
- Сербы — 3 (0,83 %)
- Хорваты — 354 (98,61 %)
- Югославы — 1 (0,28 %)
- Мусульмане — 0 (0,00 %)
- Другие — 1 (0,28 %)